# Irgoli
Irgoli är en ort och kommun i provinsen Nuoro i regionen Sardinien i sydvästra Italien. Kommunen hade 2 303 invånare (2017).